# Roy Moore
Roy Stewart Moore (ur. 11 lutego 1947) – amerykański polityk i prawnik ze stanu Alabama.
W roku 2003 będąc prezesem Sądu Najwyższego Alabamy umieścił wielką kamienną tablicę z 10 przykazaniami w holu sądu rejonowego hrabstwa Etowah w Alabamie, gdzie pracował. Gubernator Bob Riley i prokurator William H. Pryor nakazali mu ją usunąć, gdyż uznali, że naruszały konstytucyjną zasadę rozdziału kościoła od państwa, choć prywatnie byli za ich pozostawieniem.
Tablicę wynieśli policjanci, gdyż Roy Moore odmówił wykonania postanowień sądu, za co koledzy 13 listopada 2003 roku pozbawili go urzędu uznając, że sędzia nie respektujący wyroków nie może pełnić swej funkcji.